# A Dull Razor
A Dull Razor je americký němý film z roku 1900. Režisérem je Edwin S. Porter (1870–1941). Film trvá necelou minutu.

## Děj
Starý muž se chystá oholit. Chopí se štětky a spěšně si s ní natře tvář holicí pěnou. Soudě podle bolestivého výrazu obličeje mu dělá holení problém. Na konci je však vidět, že se znovu natře pěnou a pokračuje v činnosti.